# 螺旋星雲

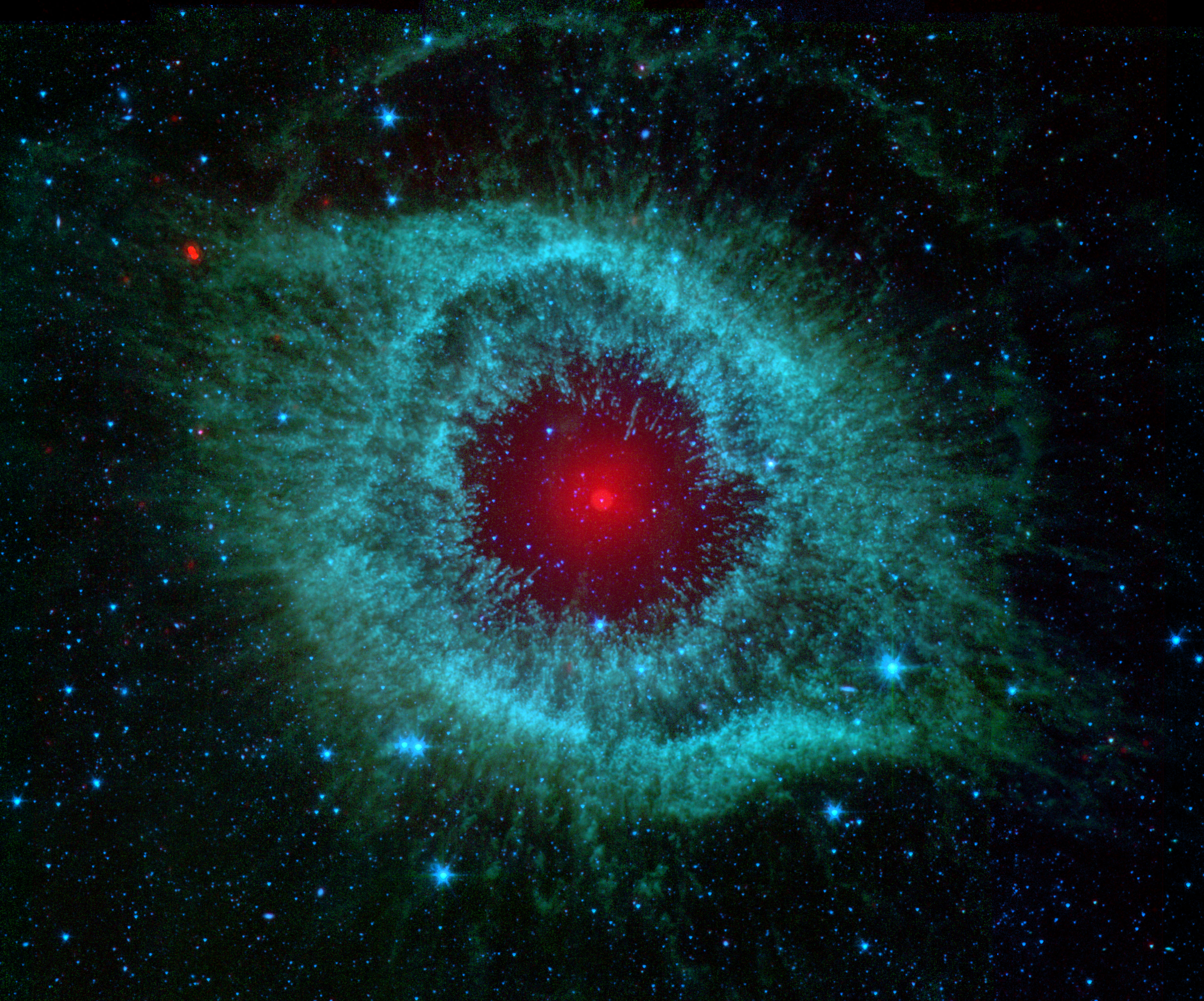
從史匹哲太空望遠鏡拍攝到的螺旋星雲的紅外線影像

螺旋星雲（也稱為NGC 7293）是一個位於寶瓶座的行星狀星雲，根據蓋亞任務的測量，估計距地球約655±13 光年。它是最接近地球的行星狀星雲之一，於1824年被卡爾·路德維希·哈丁發現。

## 簡介
螺旋星雲是像太陽這樣的恆星在結束生命後成為行星狀星雲的一個例子。從地球的位置，觀看被拋射出去的氣體在這個星雲的外圍，好似望穿透過一個螺旋結構。在殘骸中心是恆星的核心，注定要成為一顆白矮星，發出的強光將照亮之前噴發出去的氣體並激發出螢光。 
螺旋星雲直徑大約是5.1光年。最近的照片來自哈伯太空望遠鏡的先進巡天照相機和WIYN大學聯盟位於基特峰天文台0.9公尺望遠鏡合成的影像。
螺旋星雲曾經被稱為上帝之眼，而在2003年的電影魔戒三部曲風靡全球之後，在網路上就被稱為索倫之眼。

## 結構
這個星雲有一個內在的圓盤，直徑8′ 19″（0.52秒差距），一個外面的凸起，直徑是12′ 22″（0.77秒差距），和一個最外層的圓環直徑25′（1.76秒差距），最外層的圓環因為與星際物質碰撞而有一邊是平的。估計這個行星狀星雲的內環已經膨脹了6,500年，外環則已經膨脹了12,100年，膨脹速度分別是40公里/秒和32公里/秒。主要的環中含有許多朦朧的節點，在許多近距離的行星狀星雲中都觀察到這樣的現象。

## 混淆
「螺旋星雲」一詞曾被用以描述可見的螺旋結構星系，如渦狀星系。在過去, 天文學家大多以為這些結構不是獨立的星系，而是位於銀河系之內的星雲，直到1923年，愛德溫·哈伯觀測了包括仙女座星雲在內的幾個星系的造父變星，證明它們事實上全都在銀河系之外，自此「螺旋星雲」一詞便不再被用以指稱那些星系，但現今在中文語境中仍被用以指稱NGC 7293。值得注意的是NGC 7293的英文別稱是「Helix Nebula」（旋螺星雲），而非「Spiral Nebula」（螺旋星雲）。然而, 中文使用者一般仍然使用後者。

## 參见
- NGC天体
- NGC天体列表
- 環狀星雲

## 外部連結
- 每日一天文圖（英文） （页面存档备份，存于）
- 每日一天文圖（中文）
- SEDS: NGC 7293, the Helix Nebula
- NightSkyInfo.com - NGC 7293, the Helix Nebula （页面存档备份，存于）
- Snopes.com; Helix Eye of God Urban Legend （页面存档备份，存于）